# Camp de concentration de Béléné
Pour les articles homonymes, voir Béléné.
Le camp de concentration de Béléné était un centre de détention et de travail forcé implanté dans la partie ouest de l'Île de Béléné. Il a existé sous la république populaire de Bulgarie, le régime communiste en vigueur en Bulgarie de 1946 à 1991.
Depuis 1990, le centre de détention est une prison ordinaire pour détenus de droit commun.

## Historique
La création du premier camp de détention et de rééducation par le travail forcé a été décidée, dès la fin de l'année 1944, par le bureau politique du Parti communiste bulgare. Le premier camp a été construit sur l'Ile de Béléné car celle-ci offrait plusieurs avantages : elle est éloignée des zones fortement peuplées ; elle est isolée du reste de la Bulgarie ; elle est située au milieu du fleuve Danube, à un endroit où les courants sont particulièrement forts ; sur la rive nord du Danube se trouve la Roumanie qui était dirigée par un régime communiste ami.
Le camp de concentration de Béléné a été officiellement ouvert de 1949 à 1962 (avec une suspension des arrivées entre 1954 et 1956). Il a été transformé ensuite en prison ordinaire mais, dans les faits, le lieu a continué à être utilisé comme centre de détention pour prisonniers politiques - en plus des prisonniers de droit commun - jusqu'à la chute du régime communiste en 1989.
En 1990, le centre de détention est devenu une prison ordinaire pour détenus de droit commun.

## Dans la culture (en français)
- Stéphane Botchev, Béléné. Souvenirs du goulag bulgare, trad. française, Ed. Noir sur Blanc, 1998, 278 p.
- Paul Feig, I Am David (2003), adaptation cinématographique de I Am David (récit) (en) (1963) d'Anne Holm (1922-1998)
- Zinaïda Polimenova, Nucléus, ce qui reste quand il n'y a plus rien , roman-récit, 2024, Les éditions du chemin de fer  (ISBN 978-2-4903-5641-6)